# Borani

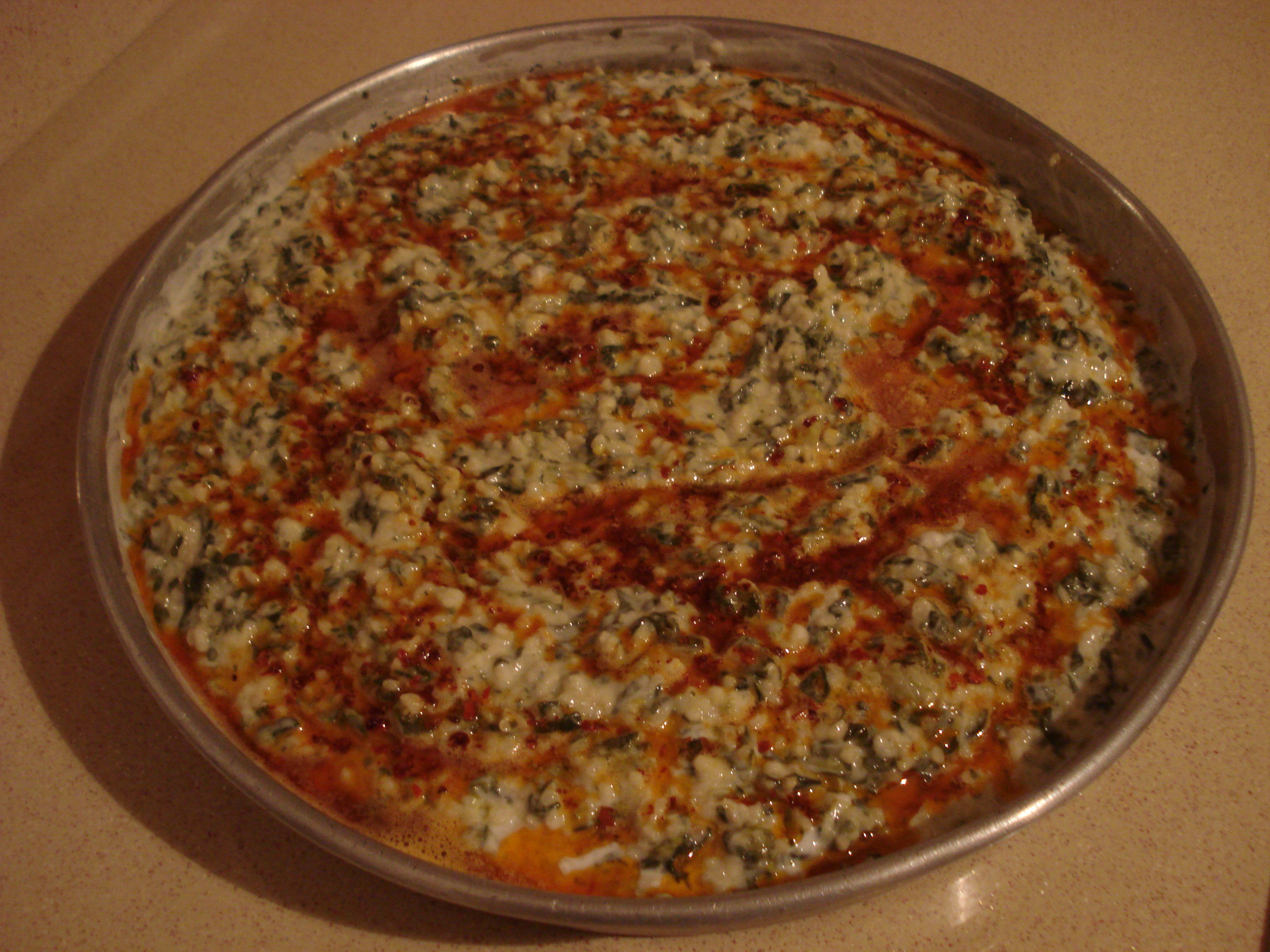
Borani turco con espinacas.

Borani es un aperitivo iraní a base de yogur. El borani también es popular en algunas provincias turcas, tales como Isparta y Van; y en países del Cáucaso (incluyendo Azerbaiyán). El borani se puede preparar con berenjenas, remolachas, calabacines, espinacas y muchas otras verduras.
Hay varios tipos populares, el borani mastil esphenaj está hecho de espinacas y yogur. El borani bademjan  está preparado a base de berenjena y yogur. El borani esfenaj es un clásico aperitivo persa que generalmente se sirve con pan, con una gran cantidad de espinacas y ajo La versión iraní tiene una consistencia suave, sabrosa, saludable y versátil. 

## Preparación
El borani esfenaj tradicional está preparado con solo dos ingredientes: espinacas y yogur. Pero generalmente se suelen agregar otros ingredientes a la receta, tales como cebolla frita, chalotes, nueces y ajo. El ajo le da un sabor sutil a esta salsa. 
Se necesitan 6 tazas de espinacas, no hay necesidad de cortarlos o cortar los tallos. Se los coloca en la sartén a fuego medio-bajo hasta que  hayan liberado el exceso de agua. Luego el ajo picado se lo cocina a fuego medio hasta que se evapore el exceso de agua. Se deja enfriar la mezcla para luego agregar yogur griego, sal y pimienta. Esta salsa de espinacas se sirve con pan iraní, pan tostado o chips de pita.